# Совтер-де-Беарн
Совте́р-де-Беа́рн (фр. Sauveterre-de-Béarn) — коммуна во Франции, находится в регионе Аквитания. Департамент — Атлантические Пиренеи. Входит в состав кантона Ортез и Тер-де-Гав и дю Сель. Округ коммуны — Олорон-Сент-Мари.
Код INSEE коммуны — 64513.

## География

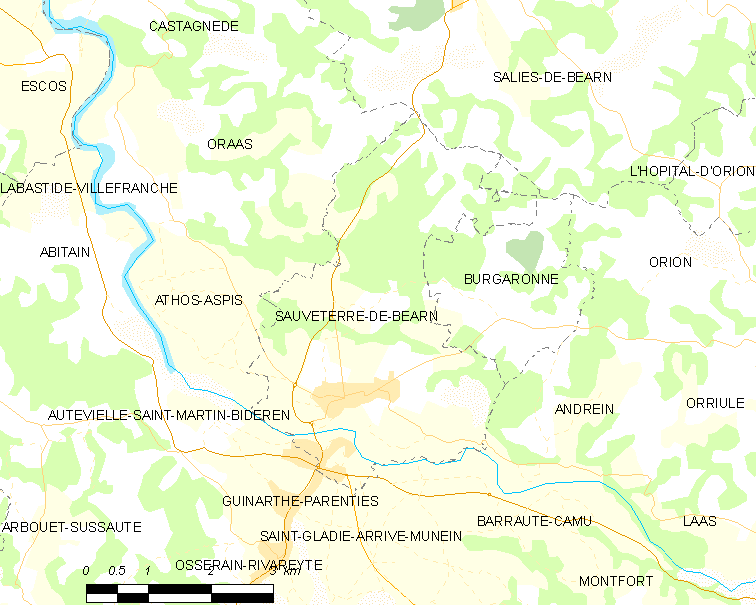
Карта коммуны

Коммуна расположена приблизительно в 660 км к югу от Парижа, в 165 км южнее Бордо, в 50 км к западу от По.
На юге коммуны протекает река Гав-д’Олорон.

### Климат
Климат тёплый океанический. Зима мягкая, средняя температура января — от +5°С до +13°С, температуры ниже −10 °C бывают редко. Снег выпадает около 15 дней в году с ноября по апрель. Максимальная температура летом порядка 20-30 °C, выше 35 °C бывает очень редко. Количество осадков высокое, порядка 1100 мм в год. Характерна безветренная погода, сильные ветры очень редки.

## Население
Население коммуны на 2010 год составляло 1384 человека.
| 1962 | 1968 | 1975 | 1982 | 1990 | 1999 | 2010 |
| ---- | ---- | ---- | ---- | ---- | ---- | ---- |
| 1264 | 1354 | 1572 | 1515 | 1366 | 1313 | 1384 |

## Администрация
| Период | Период | Фамилия    | Партия                                                                         | Примечания |
| ------ | ------ | ---------- | ------------------------------------------------------------------------------ | ---------- |
| 1976   | 1994   | Жан Рекапе | Национальный центр независимых и крестьян → Объединение в поддержку республики |            |
| 1995   | 2020   | Жан Лабур  | беспартийный                                                                   |            |

## Экономика
В 2010 году среди 795 человек трудоспособного возраста (15-64 лет) 539 были экономически активными, 256 — неактивными (показатель активности — 67,8 %, в 1999 году было 68,0 %). Из 539 активных жителей работали 495 человек (251 мужчина и 244 женщины), безработных было 44 (23 мужчины и 21 женщина). Среди 256 неактивных 86 человек были учениками или студентами, 94 — пенсионерами, 76 были неактивными по другим причинам.

## Достопримечательности
- Церковь Св. Андрея (XII век). Исторический памятник с 1912 года[4]
- Руины замка Монреаль (XIV век). Исторический памятник с 1886 года[5]
- Арсенал (XV век). Исторический памятник с 1937 года[6]
- Усадьба Монприба (XVII век). Исторический памятник с 1981 года[7]
- Мост Лежанд[фр.], или Легендарный мост, через реку Гав-д’Олорон (XII век). Исторический памятник с 1886 года[8]

## Города-побратимы
- Гурреа-де-Гальего (Испания, с 1993)

## Фотогалерея

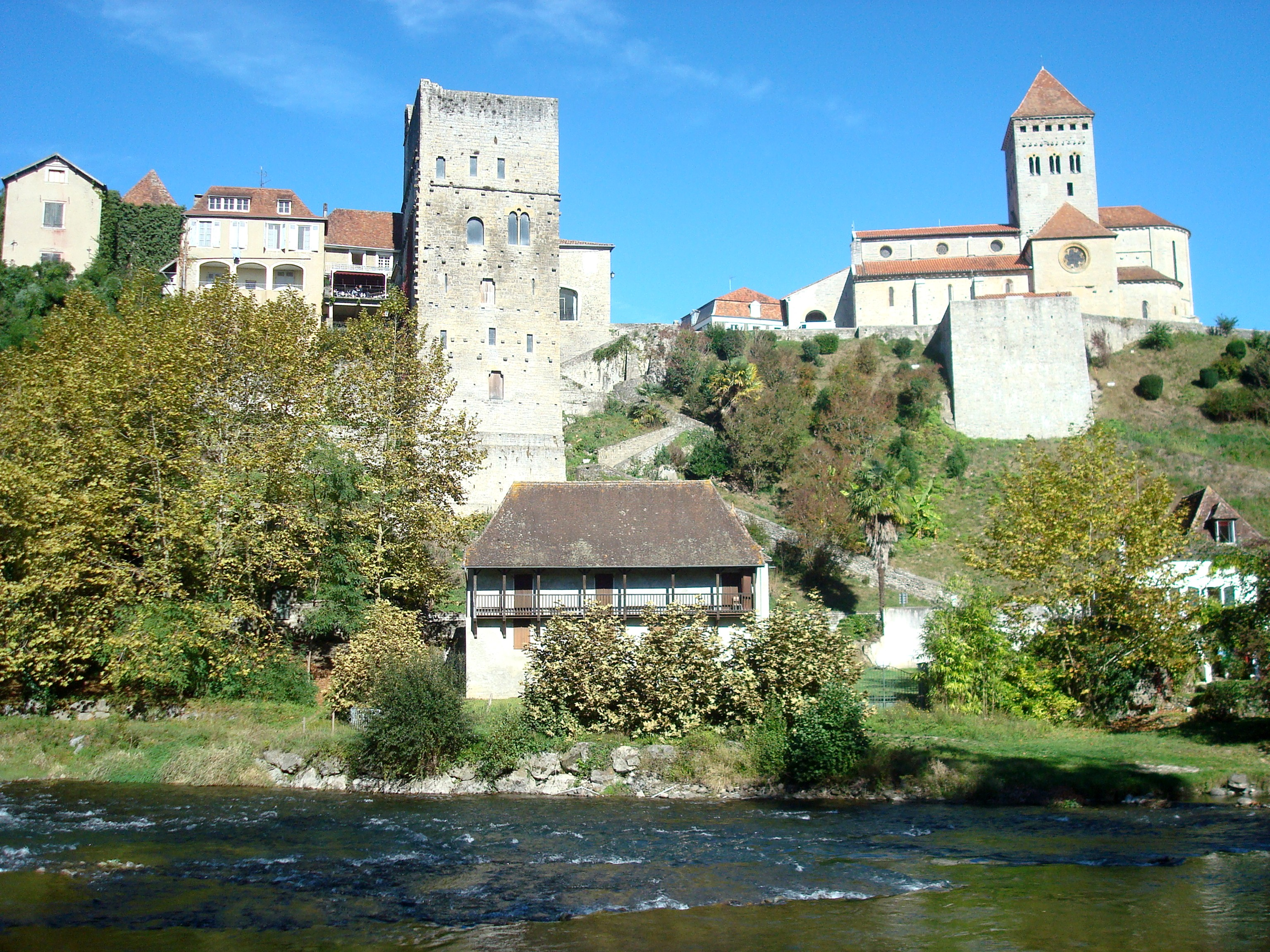
Совтер-де-Беарн
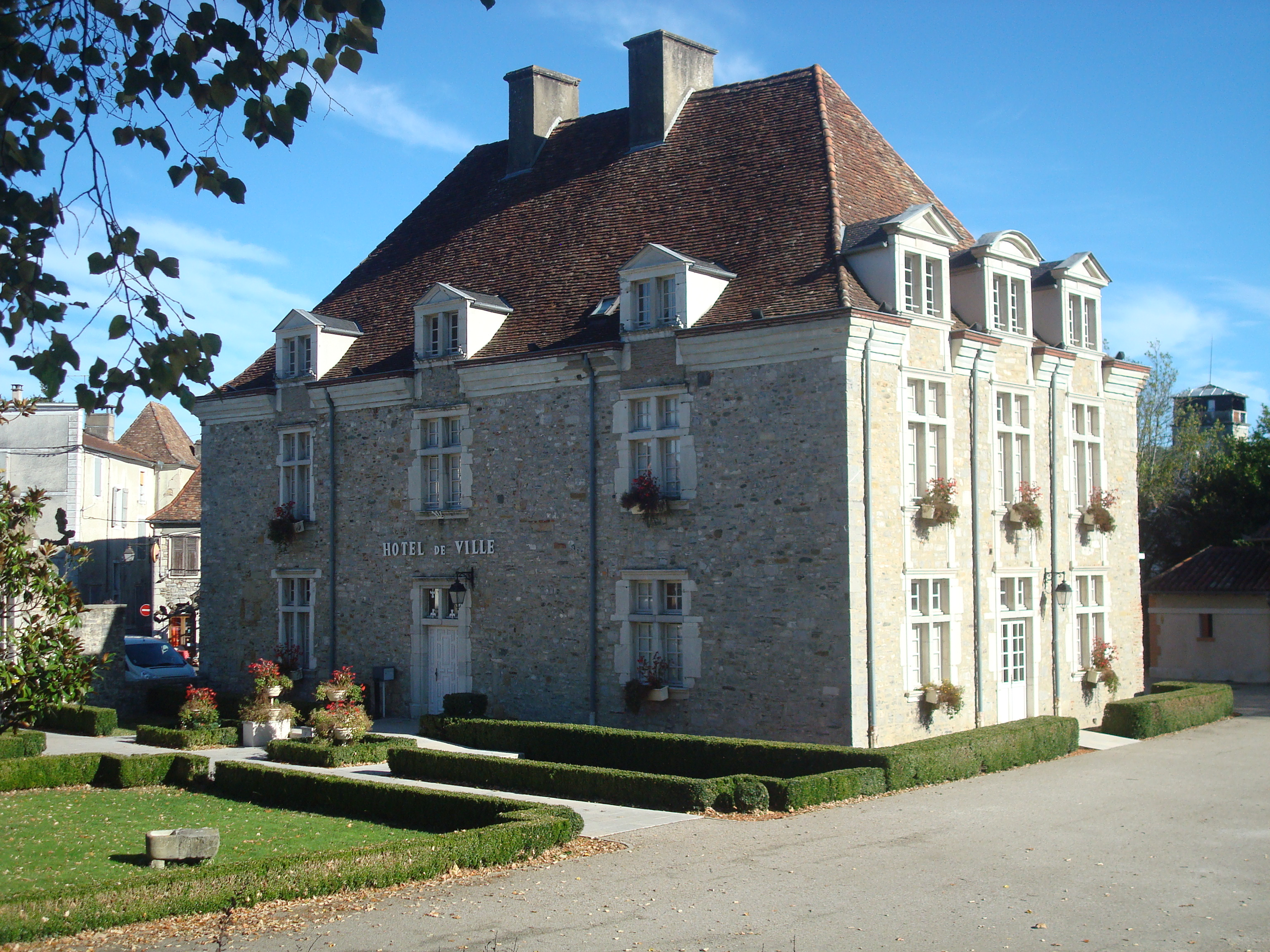
Мэрия
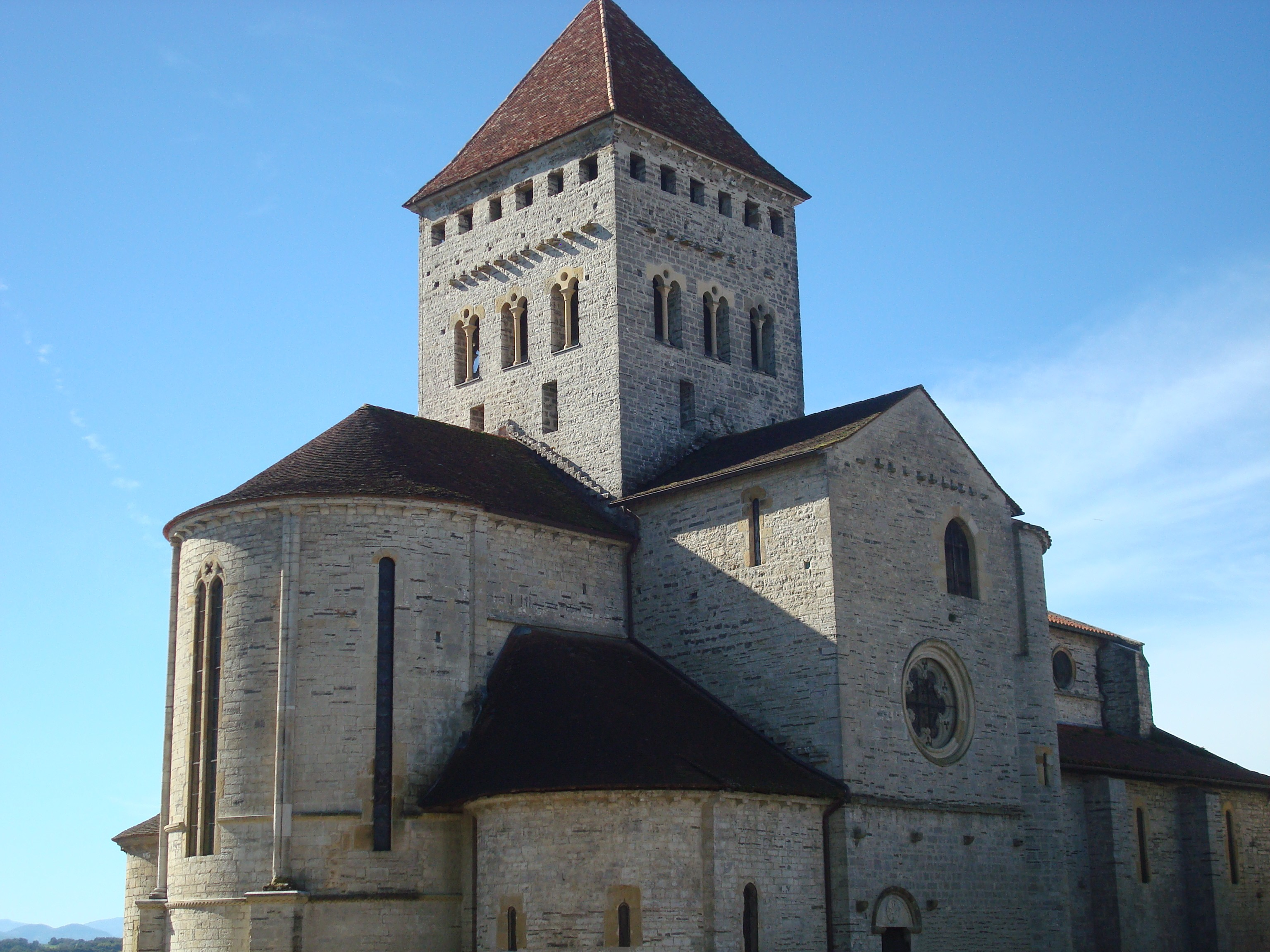
Церковь Св. Андрея
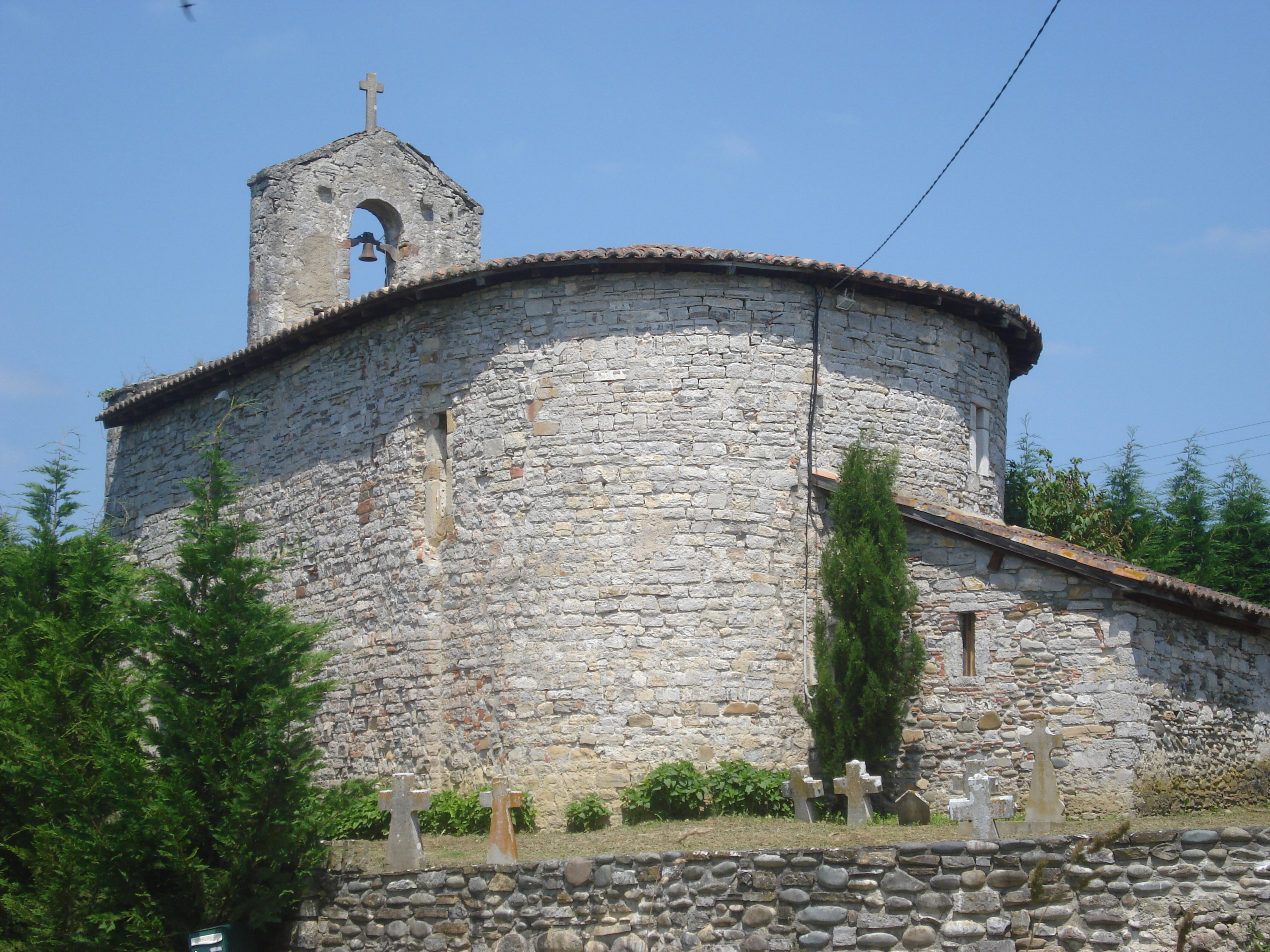
Часовня Св. Мартина
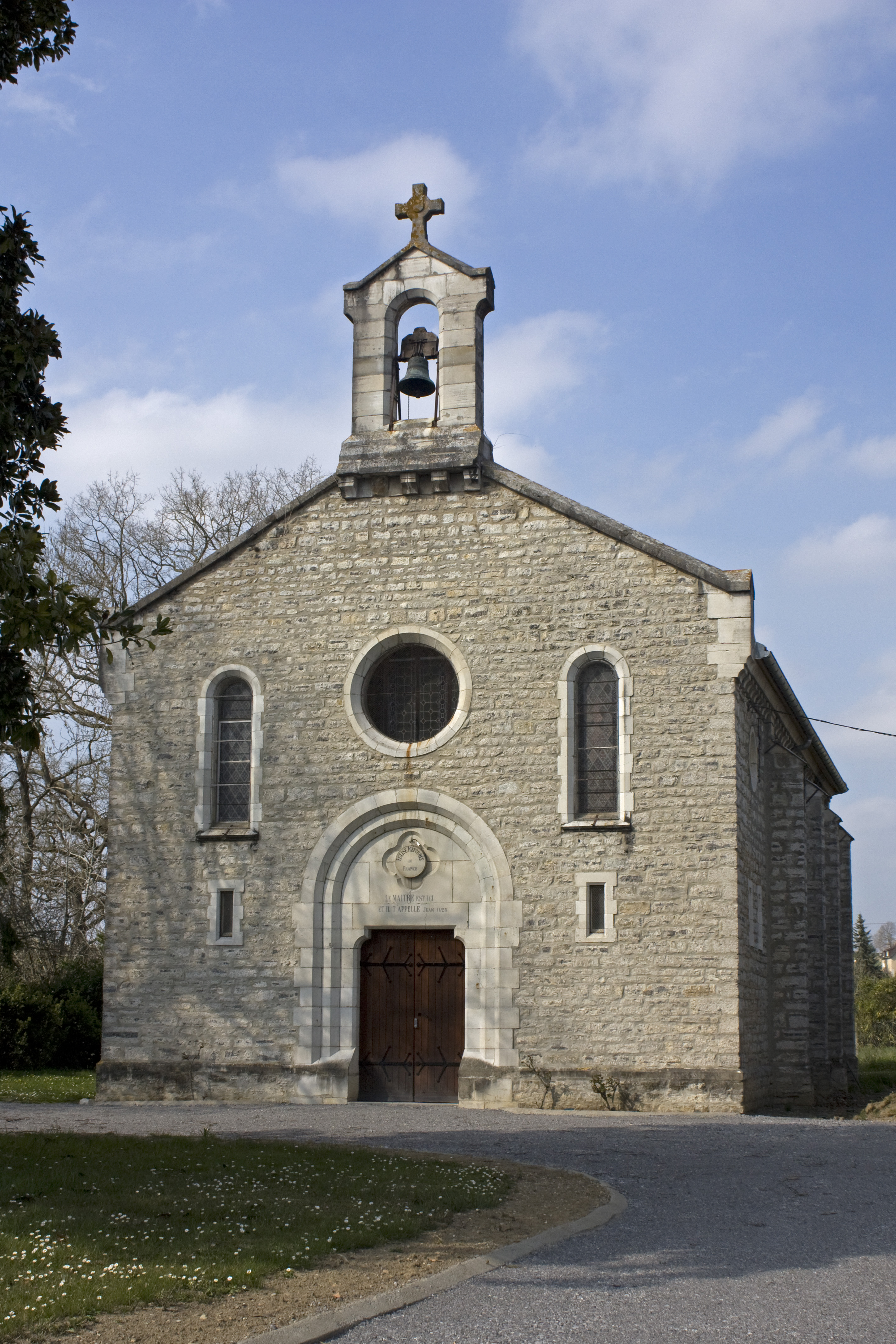
Протестантский храм
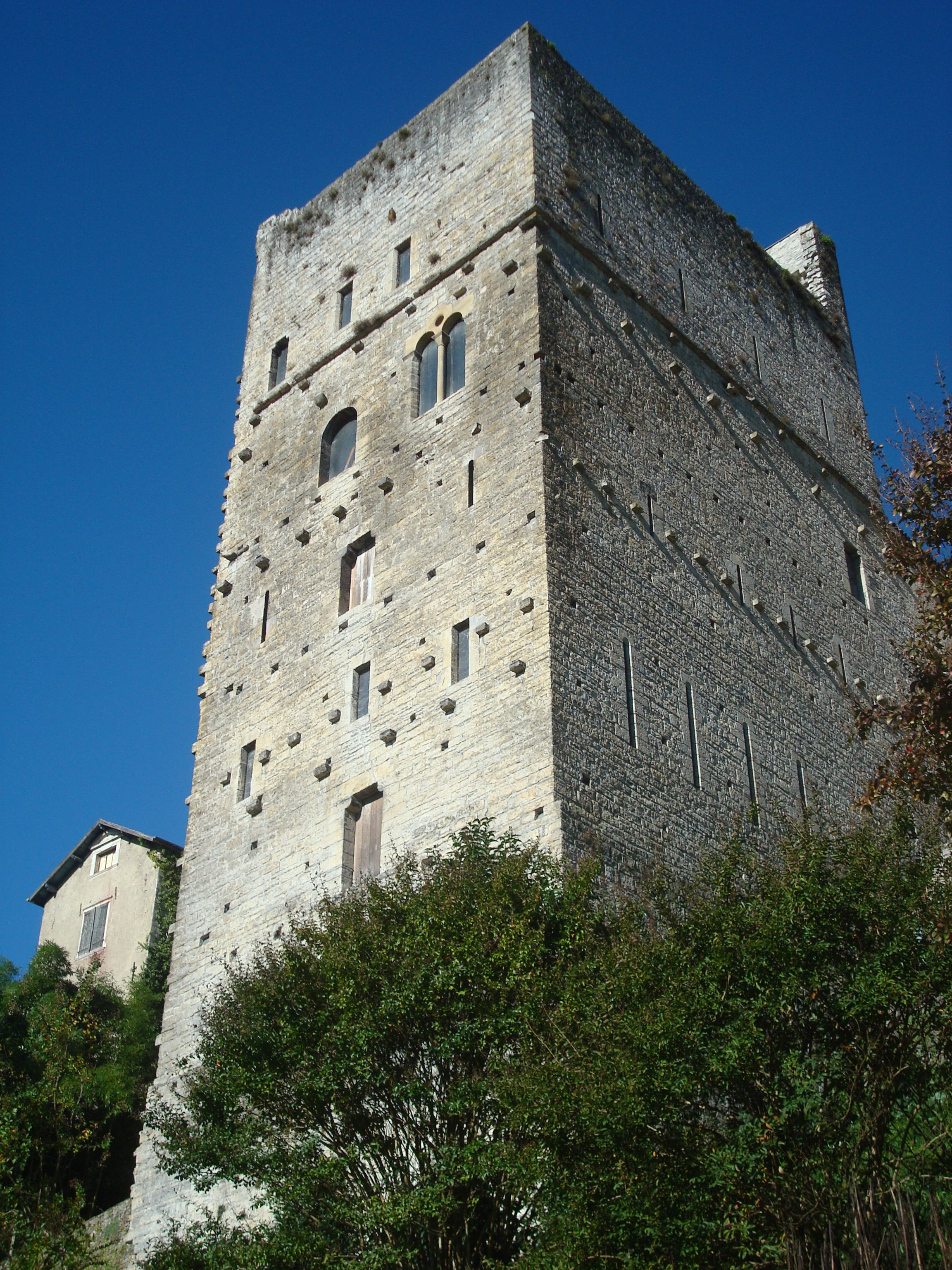
Башня замка Монреаль
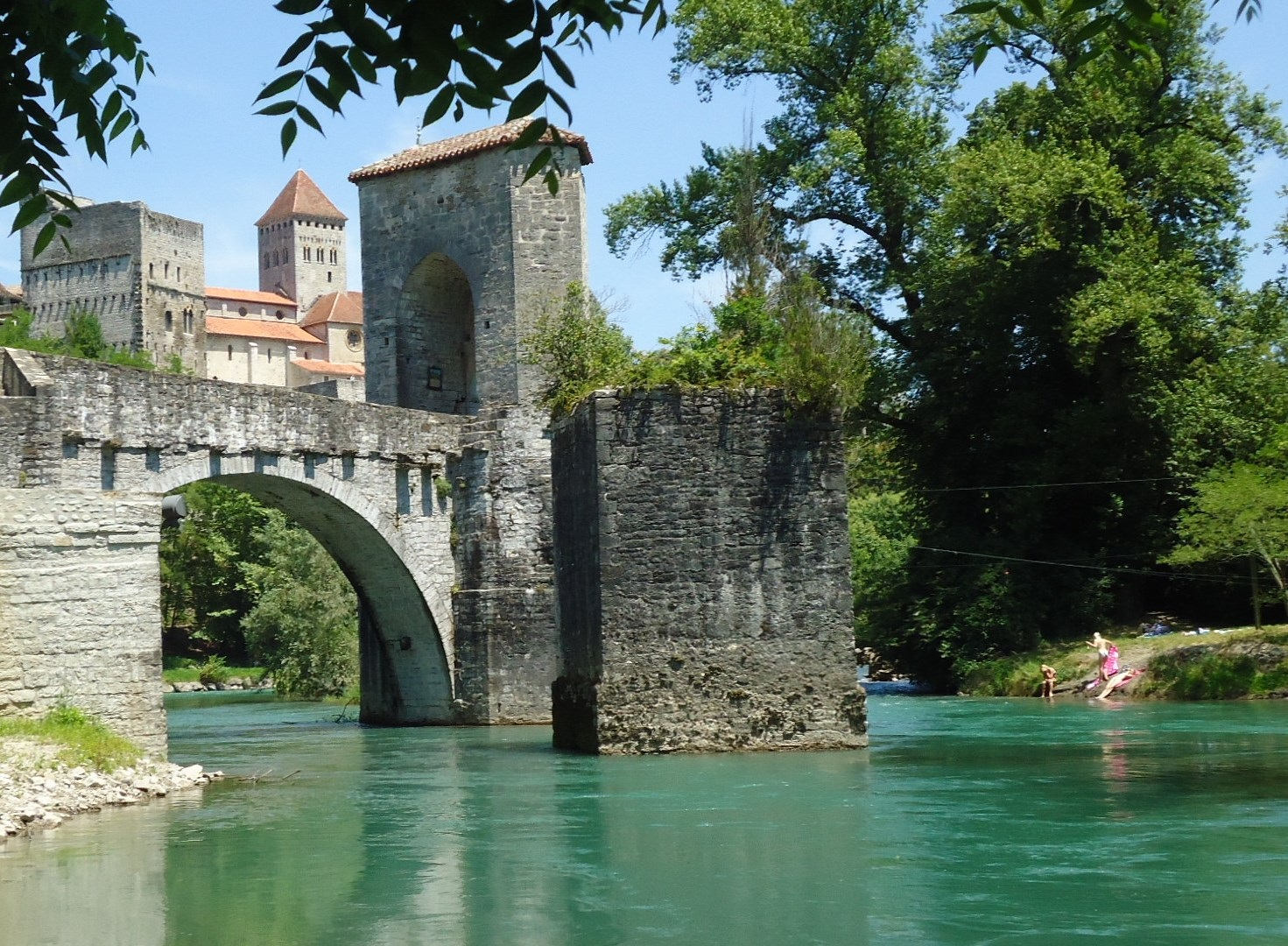
Мост Лежанд
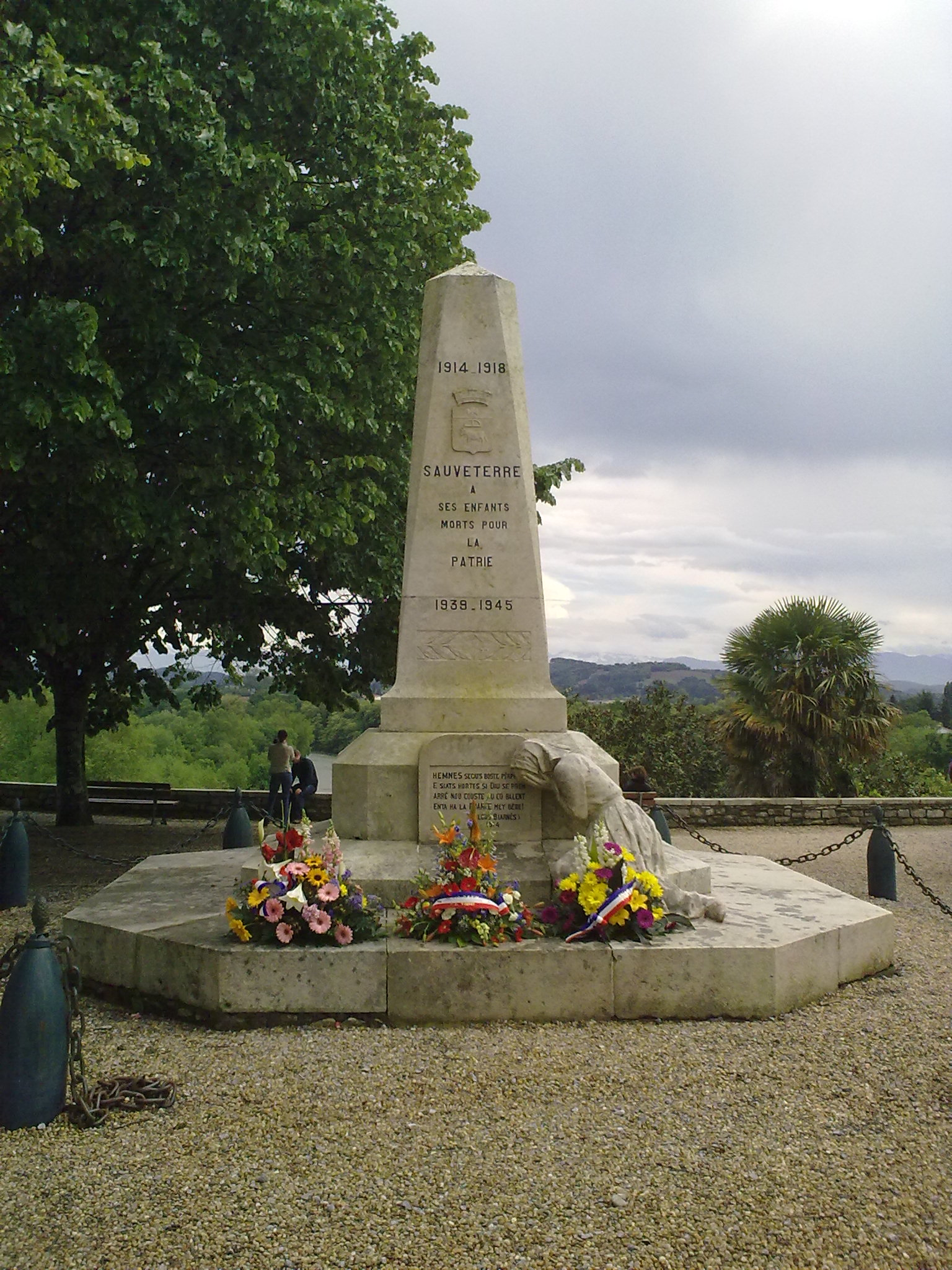
Военный мемориал